# 君の歌に僕をのせて
「君の歌に僕をのせて」は、東京少年の通算3枚目のシングル。1990年6月21日にビクター音楽産業（現：JVCケンウッド・ビクターエンタテインメント）よりリリースされた。

## 解説
表題曲はTBS系ドラマ『ドラマチック22』オープニングテーマに起用された。

## 収録曲
1. 君の歌に僕をのせて
作詞：笹野みちる、作曲：手代木克仁
  - TBS『ドラマチック22』テーマソング
2. RUNNING☆LIP SONG
作詞・作曲：笹野みちる